# Антоновка (Херсонский район)
Анто́новка (укр. Антонівка; название до 1917 года — Широкое) — посёлок в Херсонской городской общине Херсонской области Украины. Посёлок расположен на северо-восточной окраине Херсона и практически слился с городом.

## История
Впервые населенный пункт упоминается в документах 1822 года, когда здесь появились переселенцы из Полтавской губернии.
После начала Великой Отечественной войны в 1941 году Антоновка была оккупирована наступавшими немецкими войсками, в ночь на 13 марта 1944 года части 295-й и 49-й гвардейской стрелковых дивизий РККА форсировали Днепр и днём 13 марта 1944 года освободили сёла Антоновка, Киндийка и город Херсон.
В 1954 году вблизи Антоновки был построен железнодорожный мост.
В 1963 году в результате объединения села Антоновки и пригородного села Киндийка был образован посёлок городского типа Антоновка.
В 1968 году численность населения посёлка составляла 12,6 тыс. человек, основой экономики в это время являлись крупный совхоз по выращиванию винограда и винодельческий завод.
По состоянию на начало 1978 года, здесь действовали совхоз-завод (специализацией которого являлось виноделие и виноградарство), две средних школы, клуб, две библиотеки, дом быта и два фельдшерско-акушерских пункта.
В 1985 году на территории поселка, на старой границе Киндийки и Антоновки был построен автомобильный Антоновский мост.
Во время российского вторжения на территорию Украины Антоновка Херсонской области была оккупирована российской армией. Деоккупирована силами Вооружёнными силами Украины 11 ноября 2022 года в ходе контрнаступления в Херсонской области.

## Население
В январе 1989 года численность населения составляла 13 107 человек.
По состоянию на 1 января 2013 года численность населения составляла 12 855 человек.

### Языковой состав
Родной язык населения по данным переписи 2001 года:
| Язык       | Численность, чел. | Доля     |
| ---------- | ----------------- | -------- |
| Украинский | 9 820             | 75,45 %  |
| Русский    | 2 930             | 22,51 %  |
| Другое     | 265               | 2,04 %   |
| Итого      | 13 015            | 100,00 % |

## Транспорт
В посёлке находится выезд на Антоновский мост через Днепр с транспортной развязкой. Мост обеспечивает наиболее удобный маршрут движения из Херсона на всю левобережную часть области. Кроме того, через Антоновский мост проходит автомобильное сообщение с Николаева и Одессы на Крым.